# タタ・プリマ
プリマ（Prima）は、大韓民国のタタ大宇とインドのタタ・モーターズが製造・販売する中型及び大型トラックである。

## 概要
- 2008年、タタ・モーターズがインドで発売。タタのフラッグシップモデル[1]となり、世界戦略車として輸出されている。
- 2009年、子会社のタタ大宇が韓国でノブスの高級版として発売。なおノブスは人気が高かったため価格を下げて継続販売している[要出典]。
- 2015年、LEDが装備されたユーロ6に対応するモデルが発売された。サイドミラーは近代的なヨーロッパ型に変更された[要出典]。
- 2017年、フロントグリルとエアダクトが新型デザインにフェイスリフトされ、軍の配達等の特殊用途専用に販売されていたAWDモデルを一般販売し、一般ユーザーの選択肢を拡大させた[要出典]。
- 2019年、トレーラーヘッドモデルにアダプティブ・クルーズ・コントロール（ACC）が適用された。現在販売中の車両はすべてタタ大宇の新しいロゴが適用されると思われる[要出典]。
- 2019年、排出ガスが少ない環境に優しいトラック、プリマLNGを発売した[要出典]。
- 2020年、インド仕様のプリマがフェイスリフトを実施した。韓国仕様とは異なるデザインを採用した[要出典]。
- 2022年、フェイスリフトを実施し、中型モデルはグセン、大型モデルはマクセンに車名が変更され、生産を終了した[要出典]。

## ラインナップ

### 中型
- 4×2

### 準大型
- カーゴトラック
  - 4×2
- ダンプトラック
  - 8トン：4×2

### 大型
- カーゴトラック
  - 6×4
  - 6×4低床
  - 6×6
  - 8×4
  - 8×4後3軸
  - 10×4
- ダンプトラック
  - 15トン：6×4
  - 25.5トン：8×4後3軸
  - 25.5トン：8×4
- ミキサートラック
  - 6m3：6×4
  - 6m3：6×4（LNG）
- トレーラーヘッド
  - 4×2
  - 6×2
  - 6×2 (LNG)
  - 6×4
  - 6×4重量運送用

## 車名の由来
ドイツ語で「1番の」「1番を行く」という意味が込められている。

## 安全装備
- テレマティクス対応の電子アンチ燃料盗難システムは、いたずら防止機能だけではなく、燃料の節約や運用コストの削減にも適した機能が追加されている[2]。
- ダッシュボードにある3モード燃費スイッチを使用することで、平坦な道からの急勾配の走行にベストな負荷・速度をキープし燃料消費を管理する[2]。
- 運転席のマルチインフォメーションは、新世代のインストルメントクラスターを使用しドライバーの情報を的確に判断し、低燃費走行や安全運転を提案してコーチングする[2]。
- ストップ&ゴー機能を使用し、登り坂でのロールバックを防止する。ダッシュボードのスイッチで簡単に操作でき、クラッチとブレーキライナーの摩擦を最小限に抑える[2]。
- テールランプにはLEDを採用し、低消費電力かつ耐久性を実現し、ランニングコストの削減に役立つ[2]。
- 過度なブレーキや急加速、急なコーナリング、オーバースピードに対し、ドライバーにアラート警告をし事故を未然に回避、リアルタイムで車両の追跡が可能なため、セキュリティと安全性の保証が実現する。

## その他
中型モデルは市場の中で販売台数が1位である。大きな要因は、同クラスのメガトラックと比べ、NVHレベルを備えたスマートな設計や広大な室内空間、居住性や乗り心地とオプションを備える。このため長距離ドライバーの負担を削減し、快適な運転を可能にする。値段はプリマの方が高価。一方トレーラーヘッドは輸入車に比べ大きな価格差はなく、販売台数は伸び悩む。